# 垂直起降 (火箭)

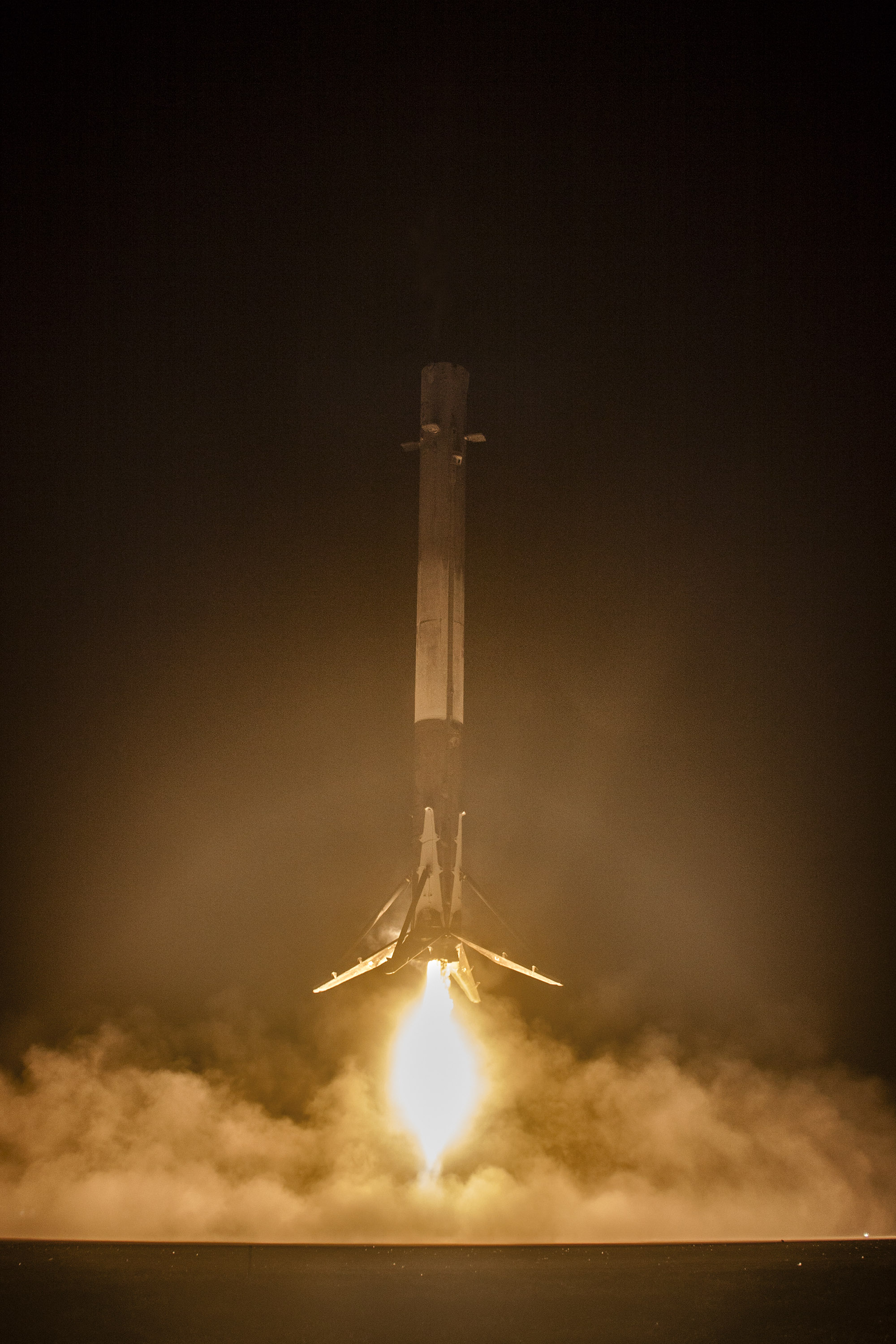
於2015年12月22日獵鷹9號第一級推進器在將商業衛星發射到近地軌道後著陸

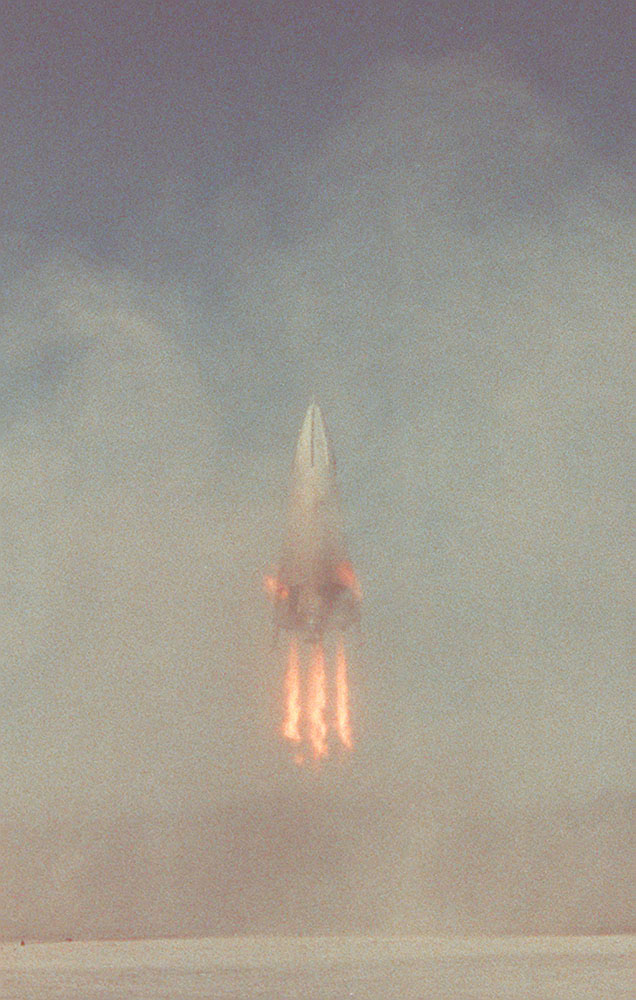
DC-XA於1996年著陸

垂直起降（英語： 縮寫：VTVL）是火箭的一種起降形式。最廣為人知且在商業上獲得成功的VTVL火箭是SpaceX的獵鷹九號第一級推進器。
VTVL技術是在2000年之後用小型火箭進行實質性開發的，部分原因是像Lunar Lander Challenge這樣的獎勵競賽。 Masten太空系統公司，Armadillo航空航天公司等開發了成功的小型VTVL小型火箭。
從2000年代中期開始，VTVL作為一種可重複使用的火箭技術而得到了大力發展，該技術具有足夠的載人能力，兩家公司分別是藍色起源（新雪帕德火箭）和後來的SpaceX（獵鷹九號），這兩家公司都展示了返回到發射場（RTLS）運營，藍色起源的新雪帕德火箭助推火箭在一次試飛到達外層空間後於2015年11月23日進行了首次成功的垂直著陸，SpaceX的獵鷹九號Flight 20標誌著商業軌道助推器的首次著陸於大約一個月後的2015年12月22日。
VTVL火箭不能與以空氣為支撐和推進力的垂直起降飛機相混淆，例如直升機和VTOL飛機的跳躍式噴氣機。